# Basílio da Gama
Basílio da Gama (Tirandetes, 1741. április 8. – Lisszabon, 1795. július 31.) brazil író és költő. A Jézus Társasága-tag Gama legismertebb műve az O Uraguai című eposz.
A Brazil Szépirodalmi Akadémia 4. székének patrónusa.